# Phrynomantis microps
Phrynomantis microps es una especie de anfibio anuro de la familia Microhylidae.

## Distribución geográfica
Esta especie se encuentra en Benín, Burkina Faso, Camerún, Costa de Marfil, Gambia, Ghana, Malí, Nigeria, República Centroafricana, República Democrática del Congo, Senegal, Sierra Leona, Sudáfrica y Togo. 
Su presencia es incierta en Guinea, Guinea-Bissau, Níger, Sudán del Sur y Chad.

## Publicación original
- Peters, 1875 : Über die von Herrn Professor Dr. R. Buchholz in Westafrika gesammelten Amphibien. Monatsberichte der Königlich preussischen Akademie der Wissenschaften zu Berlin, vol. 1875, p. 196-212[6]